# Finale de la Coupe d'Europe des vainqueurs de coupe 1982-1983
La finale de la Coupe d'Europe des vainqueurs de coupe 1982-1983 est la 23e finale de la Coupe d'Europe des vainqueurs de coupe, organisée par l'UEFA. Ce match de football a lieu le 11 mai 1983 à l'Ullevi de Göteborg, en Suède.
Elle oppose l'équipe écossaise d'Aberdeen aux Espagnols du Real Madrid. Le match se termine par une victoire des Aberdoniens sur le score de 2 buts à 1, ce qui constitue leur premier sacre dans la compétition ainsi que leur premier titre européen.
Vainqueur de la finale, Aberdeen est à ce titre qualifié pour la Supercoupe d'Europe 1983 contre le Hambourg SV, vainqueur de la finale de la Coupe des clubs champions européens.

## Parcours des finalistes
Note : dans les résultats ci-dessous, le score du finaliste est toujours donné en premier (D : domicile ; E : extérieur).
| Aberdeen FC     | Aberdeen FC | Aberdeen FC | Aberdeen FC |                     | Real Madrid    | Real Madrid | Real Madrid | Real Madrid |
| --------------- | ----------- | ----------- | ----------- | ------------------- | -------------- | ----------- | ----------- | ----------- |
| Adversaire      | Total       | Aller       | Retour      | Tour                | Adversaire     | Total       | Aller       | Retour      |
| Dinamo Tirana   | 1 - 0       | 1 - 0 (D)   | 0 - 0 (E)   | Seizièmes de finale | Baia Mare      | 5 - 2       | 0 - 0 (E)   | 5 - 2 (D)   |
| Lech Poznań     | 3 - 0       | 2 - 0 (D)   | 1 - 0 (E)   | Huitièmes de finale | Újpest FC      | 4 - 1       | 3 - 1 (D)   | 1 - 0 (E)   |
| Bayern Munich   | 3 - 2       | 0 - 0 (E)   | 3 - 2 (D)   | Quarts de finale    | Inter Milan    | 3 - 2       | 1 - 1 (E)   | 2 - 1 (D)   |
| Waterschei Thor | 5 - 2       | 5 - 1 (D)   | 0 - 1 (E)   | Demi-finales        | Austria Vienne | 5 - 3       | 2 - 2 (E)   | 3 - 1 (D)   |

## Match
| ·             |                    |     |
| Titulaires :  |                    |     |
|               |                    |     |
| 1             | Jim Leighton       |     |
| 2             | Doug Rougvie (en)  |     |
| 3             | John McMaster (en) |     |
| 4             | Neale Cooper       |     |
| 5             | Alex McLeish       |     |
| 6             | Willie Miller      |     |
| 7             | Gordon Strachan    |     |
| 8             | Neil Simpson       |     |
| 9             | Mark McGhee        |     |
| 10            | Eric Black         | 87e |
| 11            | Peter Weir (en)    |     |
|               |                    |     |
| Remplaçants : |                    |     |
| 12            | Stuart Kennedy     |     |
| 13            | Bryan Gunn         |     |
| 14            | Andy Watson (en)   |     |
| 15            | John Hewitt (en)   | 87e |
| 16            | Ian Angus (en)     |     |
|               |                    |     |
| Entraîneur :  |                    |     |
| Alex Ferguson |                    |     |

| ·                  |                            |      |
| Titulaires :       |                            |      |
|                    |                            |      |
| 1                  | Agustín                    |      |
| 2                  | Juan José (en)             |      |
| 3                  | José Antonio Camacho       | 91e  |
| 4                  | John Metgod                |      |
| 5                  | Paco Bonet (en)            |      |
| 6                  | Ricardo Gallego            |      |
| 7                  | Juanito                    |      |
| 8                  | Ángel                      |      |
| 9                  | Santillana                 |      |
| 10                 | Uli Stielike               |      |
| 11                 | Isidro                     | 103e |
|                    |                            |      |
| Remplaçants :      |                            |      |
| 12                 | José Antonio Salguero (en) | 103e |
| 13                 | Miguel Ángel               |      |
| 14                 | Isidoro San José           | 91e  |
| 15                 | Francisco García Hernández |      |
| 16                 | Andrés Alonso García       |      |
|                    |                            |      |
| Entraîneur :       |                            |      |
| Alfredo Di Stéfano |                            |      |

| ·             |                    |     |
| Titulaires :  |                    |     |
|               |                    |     |
| 1             | Jim Leighton       |     |
| 2             | Doug Rougvie (en)  |     |
| 3             | John McMaster (en) |     |
| 4             | Neale Cooper       |     |
| 5             | Alex McLeish       |     |
| 6             | Willie Miller      |     |
| 7             | Gordon Strachan    |     |
| 8             | Neil Simpson       |     |
| 9             | Mark McGhee        |     |
| 10            | Eric Black         | 87e |
| 11            | Peter Weir (en)    |     |
|               |                    |     |
| Remplaçants : |                    |     |
| 12            | Stuart Kennedy     |     |
| 13            | Bryan Gunn         |     |
| 14            | Andy Watson (en)   |     |
| 15            | John Hewitt (en)   | 87e |
| 16            | Ian Angus (en)     |     |
|               |                    |     |
| Entraîneur :  |                    |     |
| Alex Ferguson |                    |     |

| ·                  |                            |      |
| Titulaires :       |                            |      |
|                    |                            |      |
| 1                  | Agustín                    |      |
| 2                  | Juan José (en)             |      |
| 3                  | José Antonio Camacho       | 91e  |
| 4                  | John Metgod                |      |
| 5                  | Paco Bonet (en)            |      |
| 6                  | Ricardo Gallego            |      |
| 7                  | Juanito                    |      |
| 8                  | Ángel                      |      |
| 9                  | Santillana                 |      |
| 10                 | Uli Stielike               |      |
| 11                 | Isidro                     | 103e |
|                    |                            |      |
| Remplaçants :      |                            |      |
| 12                 | José Antonio Salguero (en) | 103e |
| 13                 | Miguel Ángel               |      |
| 14                 | Isidoro San José           | 91e  |
| 15                 | Francisco García Hernández |      |
| 16                 | Andrés Alonso García       |      |
|                    |                            |      |
| Entraîneur :       |                            |      |
| Alfredo Di Stéfano |                            |      |